# Lonkly
Lonkly är en ort i Benin. Den ligger i den södra delen av landet, 120 km nordväst om huvudstaden Porto-Novo. Lonkly ligger 130 meter över havet och antalet invånare är 10 445.
Terrängen runt Lonkly är platt. Närmaste större samhälle är Togba, 4,7 km söder om Lonkly. 
Omgivningarna runt Lonkly är en mosaik av jordbruksmark och naturlig växtlighet. Runt Lonkly är det ganska tätbefolkat, med 239 invånare per kvadratkilometer.